# Nati nel 1194
| Questa pagina contiene informazioni ricavate automaticamente dalle voci biografiche con l'ausilio del template Bio e di un bot. L'aggiornamento è periodico e automatico e ricostruisce completamente la pagina. Se manca una persona in questa lista, sei pregato di non aggiungerla, ma accertati piuttosto che la sua voce biografica contenga il template Bio e che i dati anagrafici siano correttamente compilati. Se il template Bio manca, inseriscilo tu stesso o, in alternativa, metti l'avviso {{tmp\|Bio}} che ne segnala la mancanza. Se i dati riportati sono sbagliati, correggi direttamente la voce biografica; le modifiche saranno visibili in questa lista entro pochi giorni. Per chiarimenti vedi il progetto biografie. La lista contiene solo le 20 persone che sono citate nell'enciclopedia e per le quali è stato implementato correttamente il template Bio. Pagina aggiornata al 18 mar 2025. |

- 17 gennaio - Mainardo I di Tirolo-Gorizia, conte († 1258)
- 16 aprile - Ezzelino III da Romano, condottiero e politico italiano († 1259)
- 16 luglio - Chiara d'Assisi, religiosa italiana († 1253)
- 21 agosto - Ronald Guternbach, politico e scrittore tedesco († 1268)
- 30 novembre - Andrea Caccioli, presbitero italiano († 1254)
- 14 dicembre - Berengaria del Portogallo, regina († 1221)
- 26 dicembre - Federico II di Svevia, sovrano († 1250)
- Ibn Abi Usaybi'a, medico e storico arabo († 1270)
- Agnello da Pisa, religioso italiano († 1235)
- Albertet de Sisteron, trovatore francese († 1221)
- Rusudan di Georgia, regina († 1245)
- Filippo II di Namur, nobile francese († 1226)
- Maurice FitzGerald, II signore di Offaly, nobile irlandese († 1257)
- Jacob Anatoli, letterato e filosofo francese († 1256)
- Walther van Keppel, militare olandese († 1266)
- Margherita di Huntingdon, nobile scozzese
- Gilbert Marshal, IV conte di Pembroke, nobile inglese († 1241)
- Nahmanide, rabbino, filosofo e medico spagnolo († 1270)
- Saionji Saneuji, poeta giapponese († 1269)
- Benedetta di Cagliari, nobile italiana († 1233)